# Muazzez İlmiye Çığ
Muazzez İlmiye Çığ (Provincia de Bursa, 20 de junio de 1914–Mersin, 17 de noviembre de 2024) fue una escritora, arqueóloga, asiriologista y supercentenaria turca, especializada en el estudio de la civilización sumeria.
En el 2006, a la edad de 92 años, recibió cobertura mundial en diversos medios de comunicación tras la publicación de un libro en el 2005 donde describió, entre otros temas, cómo su investigación sobre la historia del uso del velo indicó que no se originó en el mundo islámico, sino que ya hacía cinco mil años era usado por sacerdotes sumerios que iniciaban en el sexo a los hombres jóvenes.[cita requerida]
Çığ se encontraba en la espera de que su edad sea confirmada por el Gerontology Research Group, organización que se dedica a la investigación y acreditación de las edades de las personas más longevas del mundo, en su mayoría las que superan los 110 años de edad. Si se confirman los documentos de Çığ, se convertiría en una de las 100 personas vivas más longevas, además de ser una de las personas de mayor edad en Turquía.

## Biografía
Sus padres eran tártaros de Crimea cuyas familias habían inmigrado a Turquía; por el lado de su padre, se asentaron en la ciudad de Merzifon, mientras que por el de su madre, en el noroeste de la ciudad de Bursa, que era en esa época el centro administrativo regional más importante del Imperio Otomano. Muazzez Ilmiye nació en Bursa, unas cuantas semanas antes del estallido de la Primera Guerra Mundial y, en la época de su quinto cumpleaños en 1919, la invasión del ejército griego de İzmir incitó su padre, quien era profesor, a buscar seguridad para la familia moviéndose a Çorum donde la joven Muazzez completó sus estudios primarios. Posteriormente, regresó a su ciudad natal y, alrededor de su cumpleaños número 17 (en 1931), se graduó como profesora.[cita requerida]

### Credenciales educacionales
Después de estar casi cinco años educando a niños al noreste de Eskişehir, comenzó a estudiar en el departamento de Hititología de la Universidad de Ankara en 1936, que fue establecida un año antes por el padre fundador de la Turquía moderna, Mustafa Kemal Atatürk. Entre sus profesores estaban dos de las más grandes eminencias de la cultura e historia hitita, Hans Gustav Güterbock y Benno Landsberger, que eran refugiados judío-alemanes de la era de Hitler.
Al recibir su grado en 1940, comenzó una larga carrera en el Museo del Antiguo Oriente, una de las tres instituciones que conforman el Museo Arqueológico de Estambul, como especialista residente en el campo de las tablillas de barro cuneiforme, miles de las cuales eran almacenadas sin traducir ni clasificar en los archivos. Durante esos años, debido a los esfuerzos por descifrar y publicar las tablillas, el museo se transformó en un centro de aprendizaje de lenguas orientales medias concurrido por investigadores de historia antigua de varias partes del mundo.[cita requerida]

### Carrera profesional y problemas judiciales
Casada con M. Kemal Çığ, director del Museo de Topkapı, Muazzez İlmiye Çığ fue también una prominente defensora del secularismo y los derechos de las mujeres en Turquía, miembro honoraria del Instituto de Arqueología Alemana y del Instituto de Ciencias Prehistóricas de la Universidad de Estambul. Ha obtenido renombre en su profesión por sus diligentes y sistemáticas investigaciones plasmadas en sus libros, publicaciones en revistas especializadas y artículos de interés general en revistas y diarios como Belleten y Bilim ve Ütopya. En el 2002, su autobiografía, Çivi çiviyi söker, construida con una serie de entrevistas realizadas por el periodista Serhat Öztürk, fue publicada por el Türkiye İş Bankası.[cita requerida]
Ella y su editor fueron acusados de «incitar el odio basado en diferencias religiosas». La anulación de los cargos fue durante la primera audiencia el 31 de octubre del 2006, y su absolución atrajo publicidad adicional hacia Çığ. Durante su defensa, ella negó los cargos, y declaró: «soy una mujer de ciencia ... Yo nunca insulté a nadie». En aquella audiencia de alegatos iniciales, el juez rechazó el caso en menos de una hora y media.

### Años finales y fallecimiento
Çığ cumplió 100 años el 20 de junio de 2014, y 110 el 20 de junio de 2024. Murió el 17 de noviembre de 2024, a la edad de 110 años y 150 días. Era la persona de mayor edad verificada en Turquía en el momento de su muerte.[cita requerida]